# CM-3127
La carretera CM-3127 es una carretera que inicia en la carretera  N-430  (en las inmediaciones de La Solana) y finaliza cruzando el río Guadalmena, que actúa como frontera para las provincias de Ciudad Real y Jaén, pasando a llamarse  A-6300  tras cruzar el límite. Atraviesa algunos municipios de la comarca del campo de Montiel, como Villanueva de los Infantes, Montiel, y Albaladejo.

## Cruces
- p.k. 0:  N-430  Manzanares - Albacete
- p.k. 0:  CR-644  San Carlos del Valle - Pozo de la Serna
- p.k. 0:  CM-3109  La Solana - Tomelloso - Valdepeñas
- p.k. 28:  CM-412  Valdepeñas - Villanueva de la Fuente - Ciudad Real -  CM-3129  Alhambra
- Travesía de Villanueva de los Infantes:  CM-3129  Cózar -  CR-632  Almedina
- p.k. 42:  CR-641  Villahermosa
- Travesía de Montiel:  CR-6321  Almedina -  CR-633  Santa Cruz de los Cáñamos -  CRP-6311  Villanueva de la Fuente
- Travesía de Albaladejo:  CM-3202  Terrinches - Villanueva de la Fuente
- L.P. Jaén:  A-6300   N-322  Bailén - Linares - Albacete